# Sarjeantipodidae
Sarjeantipodidae (Сарџентиподидае  — „сарџентова стопала”) је изумрла ихнопородица плацентални сисара из изумрлог реда Hyaenodonta, која је у периоду од средњег палеоцена до касног еоцена настањивала подручје Сјеверне Америке и Европе.

## Етимологија назива
| Ихнопородица:    | Поријекло назива од:                                            | Значење назива:    |
| ---------------- | --------------------------------------------------------------- | ------------------ |
| Sarjeantipodidae | - типског ихнорода Sarjeantipes - и таксономског наставка -idae | сарџентова стопала |

## Систематика

### Класификација
Класификација ихнопородице Sarjeantipodidae:
| Ихнород:                                         | Ихноврста:                                      |
| ------------------------------------------------ | ----------------------------------------------- |
| †Hyaenodontipus (Ellenberger, 1980)              | - †H. praedator (Ellenberger, 1980)             |
| †Quiritipes (Sarjeant, 2002)                     | - †Q. impendens (Sarjeant, 2002)                |
| †Sarjeantipes (McCrea, Pemberton & Currie, 2004) | - †S. whitea (McCrea, Pemberton & Currie, 2004) |